# 冬野
冬の野原を意味する日本語であり、冬の季語（三冬の季語）である。分類は地理。「枯野」ほど枯れ切った感じはない。
「冬野」の子季語としては、冬の野（ふゆのの。冬野と同義）、冬の原（ふゆのはら。冬野と同義）、雪の原（ゆきのはら）、雪原（せつげん。雪の原と同義）がある。